# S.W.I.N.E.
С.В.И.Н. (англ. S.W.I.N.E.) — компьютерная игра в жанре стратегии в реальном времени. Пародирует стратегии про Вторую мировую войну и военные конфликты современности в виде противоборства кроликов со свиньями (Национальной Свинской Армией).
Позже была выпущена версия S.W.I.N.E. HD Remaster.

## Игровой процесс
Игра сосредоточена на тактических аспектах сражений без сбора очков или ресурсов. Игрок управляет отрядом из нескольких машин, который он может пополнять, закупая новую технику между заданиями или во время них с помощью вертолётного десанта. Деньги для покупок даются за прохождение миссий. Боевые единицы требуют пополнения топлива и боезапаса, которое осуществляется с помощью специальных прицепов. Ещё один подобный прицеп с запчастями осуществляет починку повреждённых и подбитых юнитов. Прицепы таскаются тягачами, которые также могут перевезти подбитый или израсходовавший горючее юнит. Во время боя юниты, наносящие урон, получают опыт; накопив определённое количество опыта, боевая единица повышается в уровне и улучшает свои некоторые характеристики (существуют три уровня: Новобранец, Ветеран, Элита). На машины также можно закупить дополнительный детали, такие как бинокль или дополнительный топливный бак. Всего в игре 10 видов машин и 3 вида прицепов. Техника кроликов и свинов различается незначительно. Все виды техники имеют свои отличительные характеристики. Игра позволяет осматривать поле боя при помощи камеры, перемещая, вращая и наклоняя её. Боевая техника свинов тихоходна и неповоротлива. Каждая свинская машина несёт на борту революционный символ — портрет генерала Железного Клыка, новый герб страны свинов. Техника кроликов более миниатюрная, скоростная и надёжная.
Игра делится на одиночный и многопользовательский режимы:
- Две кампании: 12 миссий за «Кроликов» и 10 миссий за «Свинов».
- Сетевая игра: свыше 180 загружаемых карт; 4 режима игры: «Смертельный бой», «Обратный отсчёт» (5-30 мин.), «Доминирование», «Захват флага».

## Сюжет
26 июля в Республике Свиней произошёл государственный переворот, в результате которого пришёл к власти генерал Железный Клык. 1 августа Железный Клык выступил с торжественной речью и крайнем негодованием размеров территории Свинского Государства к Кроличьей. Остатки республиканцев были против новой власти Железного Клыка, но их быстро подавили.
3 августа Национальная свинская армия под командованием генерала Железного Клыка перешла границу Морковляндии. Не прошло и двух недель, как свины спалили дотла все, что могли. Столица страны в блокаде, и будущее не сулит весёлым мирным кроликам ничего хорошего. Единственная их надежда — создать из оставшихся частей небольшую, но крепкую и боеспособную группировку и вести диверсионную войну. Принять командование предстоит игроку, возглавив миролюбивых кроликов в эпохальной битве со злобными свинами и разгромив войска безжалостного Железного Клыка.

## Оценки
| Сводный рейтинг       | Сводный рейтинг |
| Агрегатор             | Оценка          |
| --------------------- | --------------- |
| GameRankings          | 66,47 %         |
| Русскоязычные издания |                 |
| Издание               | Оценка          |
| Absolute Games        | 85%             |
| «Страна игр»          | 7,3 из 10       |

Игра получила «смешанные» обзоры в соответствии с веб-сайтом Metacritic. Критики хвалили графику и озвучку, но критиковали ИИ.
23 мая 2019 года в Steam появилась выпущенная KITE Games HD-версия игры под названием S.W.I.N.E. HD Remaster с графикой, адаптированной под формат экрана 16:9.